# 胖象牙貝
中国绿螂（学名：Cadulus anguidens），台湾称作胖象牙貝，是斜口象牙贝目胖象牙贝科胖象牙贝属的一种。主要分布于台湾，常栖息在浅海沙底。